# Arthurdendyus triangulatus
Arthurdendyus triangulatus (bis 1999: Artioposthia triangulata) ist ein zu den Landplanarien (Geoplanidae) zählender Strudelwurm, der ursprünglich in Neuseeland heimisch ist und sich von Regenwürmern ernährt. Er ist durch den Menschen unter anderem nach Großbritannien eingeschleppt worden, wo er als invasive Art mit dem Rückgang von Regenwurmpopulationen in Zusammenhang gebracht wird.

## Merkmale

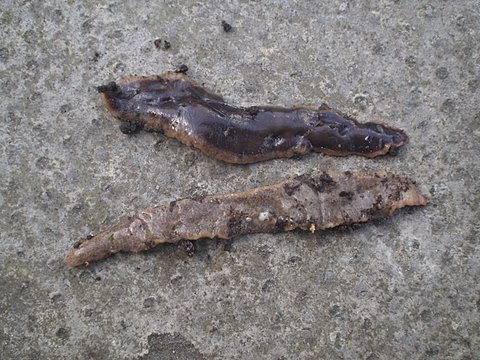
Ober- und Unterseite von Arthurdendyus triangulatus.

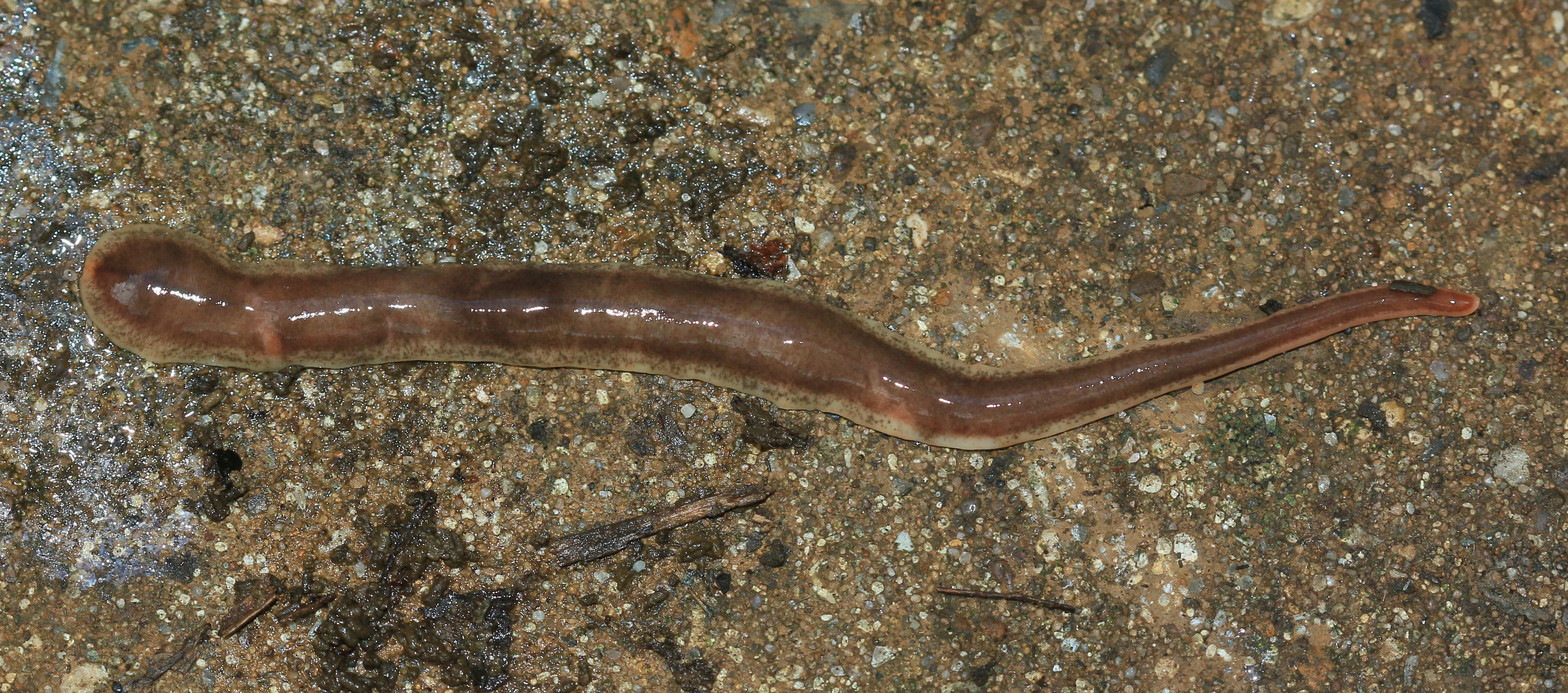
Arthurdendyus triangulatus, gestreckt

Der Plattwurm wird etwa 5 cm bis 20 cm lang und 5 mm bis 10 mm breit, doch kann er sich beim Kriechen auf die doppelte Länge strecken und wird so schmaler. Das Kopfende des Wurms ist schmal und läuft spitz zu, während das Schwanzende breit ist. Am Kopf befinden sich zahlreiche Punktaugen. Die Oberseite des Körpers ist dunkelbraun mit einem hellbraunen, dunkelbraun gepunkteten Rand, die Unterseite ebenso hellbraun mit dunkelbraunen Punkten. Die Farbe kann auch in Richtung grau oder schwarz variieren. Der gesamte Plattwurm ist mit klebrigem Schleim bedeckt. In Ruhe ist der Plattwurm gewöhnlich aufgerollt und bildet dabei eine nur etwa 2 cm bis 4 cm große Rolle.

## Lebenszyklus
Arthurdendyus triangulatus ist wie alle Strudelwürmer ein Hermaphrodit, wobei sich vermutlich zwei Tiere gegenseitig innerlich befruchten. Die Tiere legen ca. 5 mm große, schwarz glänzende Eikapseln ab, die 1 bis 14, im Durchschnitt 6 Jungtiere enthalten. Alle zwei Wochen kann eine Eikapsel abgelegt werden. Sie können das ganze Jahr über gelegt werden, doch geschieht dies insbesondere im Frühling. Nach 2 bis 3 Monaten schlüpfen 6 mm bis 8 mm lange, blasse Jungtiere.

## Lebensraum und Verbreitung
Arthurdendyus triangulatus ist in Neuseeland heimisch, wo er natürlicherweise in Waldböden lebt. Daneben findet man ihn in Gärten und Gewächshäusern.
Anfang der 1960er Jahre wurde der Plattwurm erstmals in Nordirland und Schottland beobachtet. In den 1980er Jahren kam es zu massenhaftem Auftreten in Nordirland und Mittelschottland, und es gab erste Berichte aus England und Wales.

## Nahrung
Arthurdendyus triangulatus frisst fast ausschließlich Regenwürmer. Während es in seiner Heimat Neuseeland trotzdem stabile Regenwurmpopulationen gibt, brachen diese seit den 1980er Jahren in weiten Teilen Nordirlands und Schottlands zusammen.
Der Plattwurm lebt unterirdisch in den Gängen der Regenwürmer. Er umschlingt seine Beute, stülpt seinen rüsselartigen Schlund (Pharynx) aus und verdaut sie mit Hilfe von Verdauungsenzymen vor, ehe sie durch die bauchseitige Mundöffnung eingesogen wird.
Der Plattwurm ist 2019 in die „Liste der unerwünschten Spezies“ für die Europäische Union aufgenommen worden.